# Barnen (radioprogram)
För andra betydelser, se Barn (olika betydelser).
Barnen var ett samhällsprogram i Sveriges Radio. Det sändes 2000–2014 i P1 och hade Ylva Mårtens som redaktör. Programmet skildrade samhället genom barns egna berättelser, genom forskning kring barn samt genom vuxna som mindes sin egen barndom.

## Historik

### Bakgrund
Barnen startade år 2000. Initiativtagare var radiojournalisterna Ylva Mårtens och Johan Thorstenson. Barnen sågs redan från början som ett annorlunda radioprogram som inte pratade om barn utan med barn och som såg världen ur barnens perspektiv. 2001 fick det enskilda programmet "De omhändertagna barnen" utmärkelsen Guldspaden, och under de kommande åren följde årliga utmärkelser från olika organisationer med barnanknytning.

### Nedläggningshot, nedläggning
2006 var programmet nedläggningshotat, vilket ledde till en del arga röster i pressen. Detta skedde i samband med en mycket omdebatterad omstruktering och (försök till) omprofilering av P1 som innebar eller riskerade att innebära att en mängd samhällsprogram skulle ersättas av annat.
2014 lades dock programmet slutligen ner. Detta förklarades av P1:s programansvariga med att "det är viktigt att barns röster hörs i många olika typer av program /…/ att barnperspektivet inte bara finns i nischade specialprogram". Expressens Gunilla Brodrej var dock tvivlande och ansåg att vad som i praktiken finns är "en massa nischade specialprogram med vuxenperspektiv". Ylva Mårtens var både vemodig och lite självkritisk och tyckte att programmet på senare år kanske överbetonat det problematiska i barns uppväxt.

### Efter Barnen
Utbildningsradion kommer efter Barnens nedläggning att producera ett program om barn och föräldraskap, som börjar sändas i P1 under 2015. Resten av hösten sänds programserien Barnaministeriet. Båda programmen har sändningstid på fredagar.

## Utmärkelser
Barnen har genom åren fått en mängd priser och prisnomineringar för sin radiojournalistik.
- 2001 – Föreningen Grävande Journalisters Guldspaden i radioklassen, för programmet "De omhändertagna barnen" (av Katti Björklund och Ylva Mårtens)
- 2002 – Svenska Reumatikerförbundets Journalistpris, för programmet "Barnreumatism" (av Johan Thorstenson)
- 2002 – Rädda Barnens journalistpris (nominering), för programmet "Ensam i Europa" (av Helen Ardelius, Lollo Collmar och Karin Runblom)
- 2002 – Cancerfondens Journalistpris, för programmet "Vår mamma är död!" (av Ylva Mårtens)
- 2003 – Nätverket för God Journalistiks Murvelpriset, till Ylva Mårtens
- Public Service-klubbens Ikarospris, i radioklassen "Samhälle och förjupning":
  - 2006 – programmet "Är skamvrån tillbaka" (av Ylva Mårtens)
  - 2006 – programmet "Så här pratar vi – spädbarn berättar" (av Ylva Mårtens)
- 2008 – Allmänna Barnhusets Stora Pris, till Ylva Mårtens (utdelad på Internationella barndagen 6 oktober)
- 2010 – Barncancerfondens journalistpris, för programserien "Leva med cancer" (av Lollo Collmar, Anna Iversen och Ylva Mårtens)
- Röda Korsets journalistpris (nominering):
  - 2011 – programmet om ensamkommande flyktingbarn från Somalia (av Ylva Mårtens)
  - 2012 – programmet "Terese och Evelina bär på en stor hemlighet" (av Ylva Mårtens)
  - 2014 – programmet "Jonathan levde gömd i 4 år" (av Ylva Mårtens)
- 2013 – Stora Radiopriset, för Randi Mossige-Norheims reportage "Jag bodde i ett garage" (sänt i Barnen 2012)
- 2014 – Centralförbundet för socialt arbetes hedersutmärkelse, till Ylva Mårtens

## Källhänvisningar
1. ↑  "Sista Barnen sändes 17 oktober 2014". Sverigesradio.se. Läst 22 oktober 2014.
2. 1 2  Brodrej, Gunilla (2014-10-18): "Barnlöst SR". Expressen.se. Läst 22 oktober 2014.
3. ↑  "Citat från Expressens kulturblogg www.expressen.se". Sverigesradio.se, 2006-09-14. Läst 22 oktober 2014.
4. ↑  "Blåsigt på toppen". Svd.se. Läst 22 oktober 2014.
5. 1 2  Jansson, Pär (2014-10-18): ""Det är såklart vemodigt för mig”". Journalisten.se. Läst 22 oktober 2014.
6. ↑  Jönsson, Martin (2006-10-15): "Prisregn över Barnen!". Sverigesradio.se. Läst 22 oktober 2014.